# Чикпойнт
Чикпойнт (англ. Cheekpoint; ирл. Pointe na Síge) — деревня в Ирландии, находится в графстве Уотерфорд (провинция Манстер).

## Демография
Население — 313 человек (по переписи 2006 года). В 2002 году население составляло 325 человек.
Данные переписи 2006 года:
| Общие демографические показатели |               |                               |                               |      |      |
| Всё население                    | Всё население | Изменения населения 2002—2006 | Изменения населения 2002—2006 | 2006 | 2006 |
| 2002                             | 2006          | чел.                          | %                             | муж. | жен. |
| 325                              | 313           | −12                           | −3,7                          | 149  | 164  |